# نجم‌الدین اربکان
نجم‌الدین اربکان (زاده ۲۹ اکتبر ۱۹۲۶ – درگذشته ۲۷ فوریه ۲۰۱۱) نخست‌وزیر اسبق ترکیه و زاده شهر سینوپ بود.
وی در دانشگاه استانبول تکنیک در رشته مکانیک دانش‌آموخته شد و در دانشگاه آخن آلمان دکترا گرفت. وی پس از اینکه به ترکیه بازگشت به درجه پروفسوری دست یافت.
از سال ۱۹۶۹ عملاً وارد عرصه سیاسی شد و ابتدا به عنوان نماینده پارلمان انتخاب شد و مؤسس حزبهای حزب نظام ملی را در سال ۱۹۷۰ «حزب سلامت ملی» سال ۱۹۷۳ حزب رفاه در سال ۱۹۸۷ را تأسیس کرد. حزبی که از طریق آن در سال ۱۹۹۶ در دولت سلیمان دمیرل به قدرت رسید و برای یک سال به عنوان نخست وزیر ترکیه انتخاب شد. او بنیانگذار گروه هشت است و در سال ۱۹۹۷ بر اثر کودتای نظامیان طرفدار سکولاریسم از حکومت خلع شد. نجم الدین اربکان در ۲۷ فوریه سال ۲۰۱۱ در سن ۸۴ سالگی بر اثر نارسایی قلبی درگذشت.